# Аксай (Ілійський район)
Акса́й (каз. Ақсай) — село у складі Ілійського району Алматинської області Казахстану. Адміністративний центр Аксайського сільського округу.
Населення — 9753 особи (2021; 6972 у 2009, 4625 у 1999, 4913 у 1989).
До 2024 року село називалось Міждуріченське.